# La Lorraine (motorfietsen)
La Lorraine is een historisch Frans motorfietsmerk.
Men produceerde hier van 1922 tot 1925 lichte 98- tot 248 cc motorfietsen met eigen tweetaktmotoren.